# Porcupine River
The Porcupine River (Ch’ôonjik i Gwich'in-stammens sprog) er en 916 km lang biflod til Yukonfloden. Den har udspring i Ogilvie Mountains nord for byen Dawson i Yukon i Canada og munder ud i Yukonfloden fra nord ved byen Fort Yukon i Alaska, og har et afvandingsområde på 118.000 km². Her løber den gennem store moseområder. Rensdyrarten Porcupine caribou har sit navn fra Porcupine River. Her ligger også Bluefish Caves hvor der findes rester af tidlige bosættelser fra stenalderen.